# 福隆戰役
福隆戰役是越南戰爭後期的一場戰鬥，北越在1974年12月，越南人民軍及越南南方民族解放阵线對南越展開春季攻勢的一場戰鬥。
最終福隆省失守，此役為越南共和國淪亡揭開序幕。

## 註腳
1. 1 2  History of 4th Army Corp-Cuu Long Army Corp, 2004
2. ↑  Pham Ngoc Thach & Ho Khang, 2008, p.200
3. ↑  George Herring, 1998, p.340

## 外部連結
- Phuoc-Long, The wound that never heal